# S/2010 J 2
S/2010 J 2 je přirozená družice planety Jupiter. Objevil ji astronom Christian Veillet 8. září 2010 pomocí 3,5-metrového dalekohledu na observatoři Mauna Kea na Havajských ostrovech. Zdánlivá hvězdná velikost objektu při objevu byla 23,9m. Měsíc má rovníkový průměr 1 km. Okolo mateřské planety oběhne v retrográdním směru jednou za 588 dní v průměrné vzdálenosti cca 20 Gm. Dráha tělesa je poměrně protáhnutá (její excentricita činí 0,307) a její sklon vůči rovině ekliptiky je 150,4°. Těleso se v pericentru dostává do vzdálenosti téměř 14 Gm od planety a v apocentru se od ní vzdaluje na téměř 26,5 Gm. Jde pravděpodobně o fragment staršího tělesa, které se rozpadlo v důsledku srážky s jiným tělesem. Úlomky gravitačně zachytil Jupiter před přibližně 4 až 4,5 miliardami roků.